# Рибки (срібна монета)
«Ри́бки» — срібна пам'ятна монета номіналом 2 гривні, випущена Національним банком України, присвячена дітям, які народилися під сузір'ям Риб.
Монету введено в обіг 16 лютого 2015 року. Вона належить до серії «Дитячий Зодіак».

## Опис монети та характеристики
| Номінал грн. | Метал           | Маса, г    | Діаметр, мм | Якість виготовлення       | Гурт    | Тираж, штук |
| ------------ | --------------- | ---------- | ----------- | ------------------------- | ------- | ----------- |
| 2            | срібло (Ag 925) | 7,78 / 8,4 | 26,5        | спеціальний анциркулейтед | гладкий | 10 000      |

### Аверс
На аверсі монети розміщено: угорі малий Державний Герб України, написи «НАЦІОНАЛЬНИЙ БАНК УКРАЇНИ» (угорі півколом); номінал ДВІ ГРИВНІ (унизу); стилізовану композицію — на тлі зіркового неба зображення знаків зодіаку, під якими на місяці солодко спить дитина; рік карбування монети «2015» і логотип Монетного двору Національного банку України (праворуч), позначення металу, проби та маси «Ag 925/7,78» (ліворуч).

### Реверс
На реверсі монети зображено стилізовану композицію — ліворуч на матовому тлі символ знака зодіаку Риб, у центрі — рибки, угорі напис — «РИБКИ».

## Автори

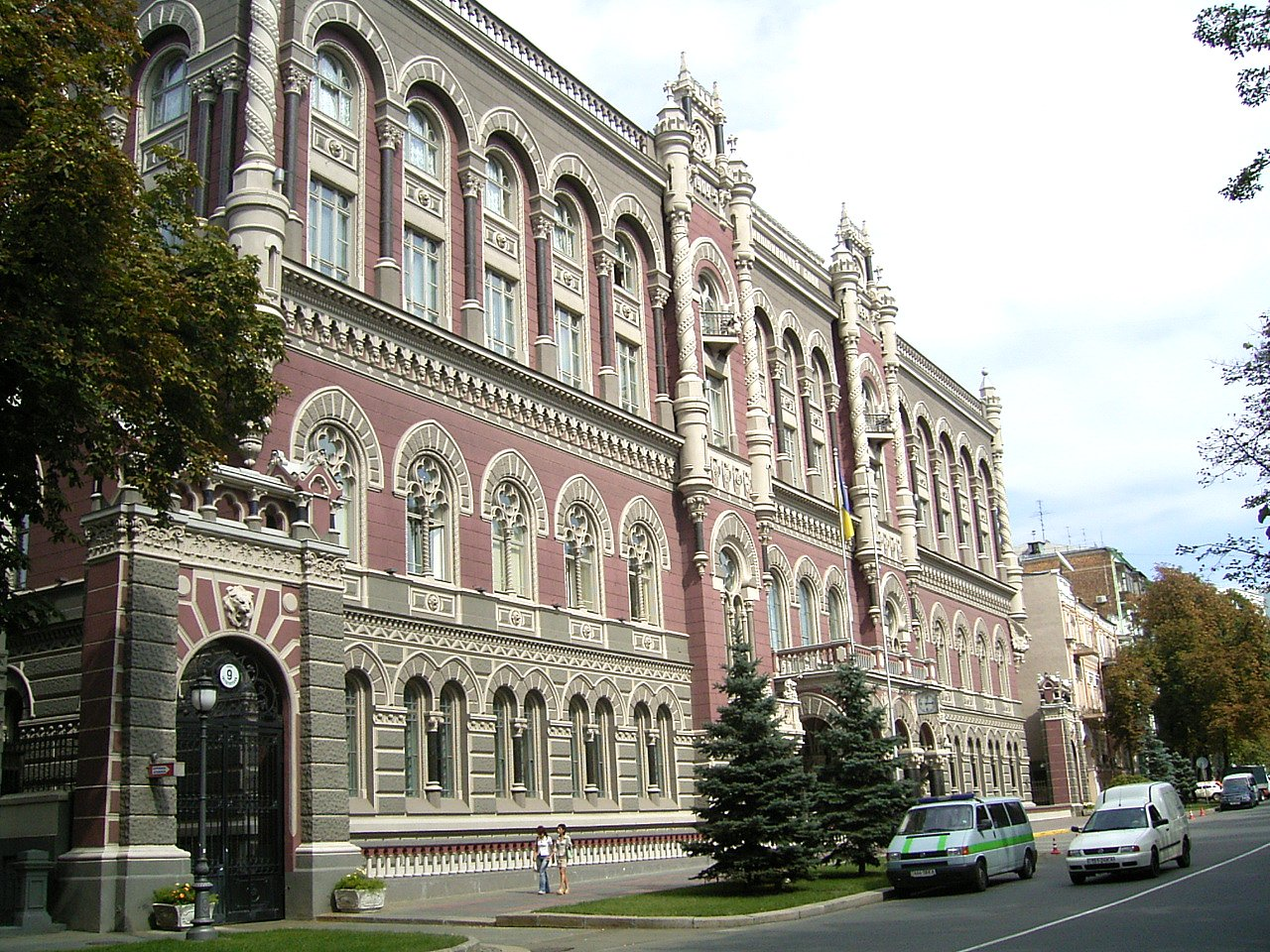
Будівля Національного банку України

- Художник — Фандікова Наталія.
- Скульптори: Іваненко Святослав, Дем'яненко Володимир.

## Вартість монети
Під час введення монети в обіг у 2015 році, Національний банк України реалізовував монету через свої філії за ціною 214 гривень.
Фактична приблизна вартість монети, з роками змінювалася так:
| Рік        | 2015 | 2016 | 2017 | 2018 | 2019 | 2020 | 2021 | 2022 | 2023 | 2024  | 2025  |
| ---------- | ---- | ---- | ---- | ---- | ---- | ---- | ---- | ---- | ---- | ----- | ----- |
| Ціна, грн. | 250  | 260  | 280  | 300  | 300  | 310  | 480  | 600  | 800  | 1 430 | 1 520 |